# Дреге, Олга
Олга Дреге (латыш. Olga Dreģe; 1 марта 1938) — советская и латвийская актриса. Народная артистка Латвийской ССР (1988).

## Биография
Олга Дреге родилась 1 марта 1938 года в Сарканьской волости Мадонского уезда, в крестьянской семье Петериса Дреге.
Окончила 1-ю Мадонскую среднюю школу (1957), Рижский техникум работников образования и культуры (1961) и актёрскую студию Театра Дайлес (1962).
Актриса Театра Дайлес, сыгравшая более ста ролей на сцене этого театра. Автор и исполнитель пользовавшихся большой популярностью литературно-драматических программ (в сотрудничестве с И. Калнаре и А. Элксне).
В 1990-х годах была депутатом 5-го Саейма (парламента) Латвии: в 1993 году была избрана по списку центристской партии Демократический Центр, но 25 апреля 1995 года перешла во фракцию правой, националистической партии ДННЛ (Движение за национальную независимость Латвии - LNNK).
Два раза выходила замуж, два раза разводилась. Дочь от второго брака музыкант Зане Дреге (Zane Dreģe) (род. 1978).
Снималась в главных ролях в популярных фильмах Рижской киностудии у режиссёров Александра Лейманиса, Яниса Стрейча и Эрика Лациса.

## Признание и награды
- Заслуженная артистка Латвийской ССР (1973)
- Медаль «За трудовую доблесть» (1981)
- Народная артистка Латвийской ССР (1988)
- Почётная грамота Кабинета Министров Латвии (1998)[2]
- Орден Трёх Звёзд IV степени (2003)[3]
- Почётная грамота Президента Латвии (2018)[4]
- Почётная грамота Кабинета Министров Латвии (2018)[5]

## Творчество

### Роли в театре

#### Художественный театр им. Я. Райниса (Театр Дайлес)
- 1963 — «Три маленькие сестрички» Е. Ансона — Аманда
- 1964 — «Пер Гюнт» Генрика Ибсена — Анитра
- 1966 — «Дикарка» Жана Ануя — Тереза
- 1966 — «Разговоры с чёрным котом» Миервалдиса Бирзе — Мудите Пурбека
- 1967 — «Мотоцикл» драматическая постановка Петериса Петерсона по произведениям Иманта Зиедониса — Студентка
- 1971 — «Индулис и Ария» Райниса — Ария
- 1972 — «Земля обетованная» Уильяма Сомерсета Моэма — Нора
- 1972 — «Ричард III» Уильяма Шекспира — Леди Анна
- 1975 — «Бранд» Генрика Ибсена — Агнесса
- 1977 — «Чёртов кряж» Эгона Ливса — Занда
- 1987 — «Сверкающий и тёмно-голубой» Петериса Петерсона — Майя
- 1988 — «Дама на рассвете» Алехандро Касона — Паломница
- 1989 — «Свидания» Петера Надаша — Мария
- 1993 — «Танцы во время Луназы» Брайана Фрила — Мэги
- 1997 — «Трёхгрошовая опера» Бертольда Брехта — Селия Пичем
- 1999 — «Из подслащённой бутылки» Рудольфа Блауманиса — Лавизе
- 2008 — «Жизнь, жизнь…» Яниса Юрканса — Анна
- 2005 — «Квартет» Рональда Харвуда — Джина Хортон
- 2007 — «Пер Гюнта нет дома» Мары Залите — Сигре
- 2008 — «Жизнь, жизнь… Вторая серия» Яниса Юрканса — Анна
- 2009 — «Кошки-мышки» Иштвана Эркеня — Аделаида

### Фильмография
- 1965 — Клятва Гиппократа — студентка
- 1966 — Эдгар и Кристина — Матильда
- 1967 — Часы капитана Энрико — приёмщица в скупке
- 1970 — Слуги дьявола — Анна
- 1971 — В тени смерти — Мария
- 1971 — Тростниковый лес — Эрика
- 1972 — Слуги дьявола на чёртовой мельнице — Анна
- 1975 — В клешнях чёрного рака
- 1975 — Наперекор судьбе — Ягна
- 1976 — Под опрокинутым месяцем — Расма
- 1981 — Лимузин цвета белой ночи — Дагния
- 1983 — Оборотень Том — Мадра
- 1986 — Страх — Милда
- 1986 — В заросшую канаву легко падать — доярка
- 1989 — Старое моряцкое гнездо — Олга
- 2000 — Мистерия старой управы — гример Расма
- 2001 — Дама в очках, с ружьём, в автомобиле

## Озвучивание мультфильмов
- 1980 — Как я ехал к деве Севера